# Krickelbach
Der Krickelbach ist rechter Zubringer zur Pielach bei Ober-Grafendorf in Niederösterreich.
Der Krickelbach entsteht südlich von Gasten durch den Zusammenfluss des  Kreisberggrabens als rechten und des Kuninggrabens als linken Quellbach, die die Nordseite des Handelberges (393 m ü. A.) und den Poppenberges (380 m ü. A.) entwässern. Der Krickelbach fließt sodann über Neustift nach Fridau ab, wo der von links aus Gattmannsdorf kommende Gattmannsdorfer Bach einfließt. Nördlich von Friedau mündet der Krickelbach von rechts in die Pielach ein. Sein Einzugsgebiet umfasst 10,7 km² in großteils offener Landschaft.